# Радосний (Тверська область)
Радосний (рос. Радостный) — селище в Бежецькому районі Тверської області Російської Федерації.
Населення становить 14 осіб. Входить до складу муніципального утворення Моркиногорське сільське поселення.

## Історія
Від 2005 року входить до складу муніципального утворення Моркиногорське сільське поселення.

## Населення
| 2008 | 2010 |
| ---- | ---- |
| 16   | ↘14  |